# Cyrtarachne
Cyrtarachne es un género de arañas araneomorfas de la familia Araneidae. Se encuentra en África, Asia, Oceanía y sur de Europa.

## Lista de especies
Según The World Spider Catalog 12.0:
- Cyrtarachne avimerdaria Tikader, 1963
- Cyrtarachne bengalensis Tikader, 1961
- Cyrtarachne bicolor Thorell, 1898
- Cyrtarachne bigibbosa Simon, 1907
- Cyrtarachne bilunulata Thorell, 1899
- Cyrtarachne biswamoyi Tikader, 1961
- Cyrtarachne bufo (Bösenberg & Strand, 1906)
- Cyrtarachne cingulata Thorell, 1895
- Cyrtarachne conica O. Pickard-Cambridge, 1901
- Cyrtarachne dimidiata Thorell, 1895
- Cyrtarachne fangchengensis Yin & Zhao, 1994
- Cyrtarachne finniganae Lessert, 1936
- Cyrtarachne flavopicta Thorell, 1899
- Cyrtarachne friederici Strand, 1911
- Cyrtarachne gibbifera Simon, 1899
- Cyrtarachne gilva Yin & Zhao, 1994
- Cyrtarachne gravelyi Tikader, 1961
- Cyrtarachne grubei (Keyserling, 1864)
- Cyrtarachne guttigera Simon, 1909
- Cyrtarachne heminaria Simon, 1909
- Cyrtarachne histrionica Thorell, 1898
- Cyrtarachne hubeiensis Yin & Zhao, 1994
- Cyrtarachne ignava Thorell, 1895
- Cyrtarachne inaequalis Thorell, 1895
- Cyrtarachne invenusta Thorell, 1891
- Cyrtarachne ixoides (Simon, 1870)
- Cyrtarachne lactea Pocock, 1898
- Cyrtarachne laevis Thorell, 1877
- Cyrtarachne latifrons Hogg, 1900
- Cyrtarachne lepida Thorell, 1890
- Cyrtarachne madagascariensis Emerit, 2000
- Cyrtarachne melanoleuca Ono, 1995
- Cyrtarachne melanosticta Thorell, 1895
- Cyrtarachne menghaiensis Yin, Peng & Wang, 1994
- Cyrtarachne nagasakiensis Strand, 1918
- Cyrtarachne nodosa Thorell, 1899
- Cyrtarachne pallida O. Pickard-Cambridge, 1885
- Cyrtarachne perspicillata (Doleschall, 1859)
- Cyrtarachne promilai Tikader, 1963
- Cyrtarachne raniceps Pocock, 1900
- Cyrtarachne rubicunda L. Koch, 1871
- Cyrtarachne schmidi Tikader, 1963
- Cyrtarachne sinicola Strand, 1942
- Cyrtarachne sundari Tikader, 1963
- Cyrtarachne szetschuanensis Schenkel, 1963
- Cyrtarachne termitophila Lawrence, 1952
- Cyrtarachne tricolor (Doleschall, 1859)
- Cyrtarachne tuladepilachna Barrion & Litsinger, 1995
- Cyrtarachne xanthopyga Kulczyn'ski, 1911
- Cyrtarachne yunoharuensis Strand, 1918